# Miranda, Cauca
Miranda là một khu tự quản thuộc tỉnh Cauca, Colombia. Thủ phủ của khu tự quản Miranda đóng tại Miranda Khu tự quản Miranda có diện tích 185 ki lô mét vuông. Đến thời điểm ngày 28 tháng 5 năm 2005, khu tự quản Miranda có dân số 19365 người.